# Алматы (энциклопедия)
«Алматы» — энциклопедия, справочник о городе Алма-Ате. Подготовлен и выпущен главной редакцией «Қазақ энциклопедиясы». Издавался на казахском и русском языках (1983, 1996). Энциклопедия «Алматы» содержит материалы о природе, населении, истории, экономике, городском строительстве и архитектуре, образовании, физкультуре и спорте, изобразительном искусстве, театрах, о международных связях, памятниках истории и культуры и так далее. Справочник содержит сведения о жизни и деятельности государственных и общественных деятелей, ветеранов войны и труда, учёных и так далее.